# Tillandsia mazatlanensis
Tillandsia mazatlanensis är en gräsväxtart som beskrevs av Werner Rauh. Tillandsia mazatlanensis ingår i släktet Tillandsia och familjen Bromeliaceae. Inga underarter finns listade i Catalogue of Life.